# Cécile ou l'École des pères
Cécile ou l'École des pères est une pièce de théâtre en un acte de Jean Anouilh, écrite en 1951 et créée à la Comédie des Champs-Élysées (Paris) le 12 décembre 1952 à l'occasion d'une représentation exceptionnelle pour le mariage de la première fille de Jean Anouilh, Catherine, avec Alain Tesler. La pièce n'est rejouée qu'à partir du 29 octobre 1954  toujours à la Comédie des Champs-Élysées dans une mise en scène de Roland Piétri et de l'auteur et des décors de Jean-Denis Malclès. Elle y fait l'objet de 106 représentations.
Elle fait partie des Pièces brillantes avec L'Invitation au château (1947), La Répétition ou l'Amour puni (1950) et Colombe (1950).

## Distribution originale
- Henri Guisol : Monsieur Orlas
- Catherine Anouilh : Cécile, sa fille
- Catherine Le Couey : Araminthe, gouvernante de Cécile
- Marie-Thérèse Rival : Sidonie, sa fille
- Clément Thierry : le chevalier
- Maurice Méric : Monsieur Damiens, père d'Araminthe
- Roger Lauran et Guy Descaux : valets, spadassins